# Karula Raudjärv
Karula Raudjärv (est. Raudjärv, Karula Raudjärv) – jezioro w Estonii, w prowincji Valgamaa, w gminie Karula. Położone jest na południe od wsi Lüllemäe. Ma powierzchnię 0,3 ha linię brzegową o długości 238 m. Sąsiaduje z jeziorami Köstrijärv, Karula Savijärv, Tollari. Położone jest na terenie Parku Narodowego Karula.